# Војна академија
Војна академија је образовно-научна високошколска установа намењена школовању официра, подофицира, војника и осталих припадника у систаму одбране за службу у војсци, који на војној академији стечу високо образовање. Осим дипломских, постдипломских и осталих специјалистичких студија такве институције проводе и различите научно-истраживачке делатности из подручја војних наука.
У појединим државама (као што су: Аргентина, Русија, САД, Украјина) постоје војне академије по видовима војске (пешадија, војно ваздухопловство, морнарица).

## Историја
Академије су се почеле оснивати у 18. веку. На њима су се обучавали будући официри специјализанти (артиљерија, инжењерија, логистика итд). Најстарија активна војна академија је данска краљевска поморска академија основана 1701. године. Најпрестижнија војна академија је Војна академија Оружаних снага САД (популарно Вест Појнт). Она је основана 16. марта 1802. године..
У Србији прва висока школа се основала децембра 1837. године, међутим она је затворена само 6 месеци касније. Коначно, 18. марта 1850. године кнез Александар Карађорђевић је одобрио оснивање Артиљеријске школе. Артиљеријска школа је прерасла у Војну академију 1880. године, тачније 30. јануара, кад је кнез Милан Обреновић потврдио закон о устројству Војне академије. За више информација погледати страницу Војна академија Универзитета одбране у Београду. У Србији такође постоји Војномедицинска академија основана 2. марта 1844. године. Првобитна намена је болница за војнике. Од 1. јануара 2008. године, се на ВМА лече особе цивили. Такође ту је и медицински факултет који уједињује војни позив и медицину. На том факултету се могу усавршавати домаћа и страна цивилна и војна лица.